# Замикання (математика)
Замикання (англ. closure) множини — мінімально можливе розширення множини для збереження бажаних властивостей.

## Замикання відносно операції
Множина є замкнутою відносно деякої операції, якщо результатом виконання цієї операції над елементами множини завжди буде елемент цієї множини.
Наприклад, дійсні числа є замкнутими відносно віднімання, а натуральні числа — ні.
Якщо множина є замкнутою відносно операції, то кажуть, що вона задовільняє властивість замикання.
Сучасний теоретико-множинний підхід зазвичай визначає операції як відповідність між множинами, в такому випадку поняття замикання не є потрібним, хоча воно має зміст для підмножин.
Наприклад, дійсні числа є замкнутими відносно віднімання, а підмножина натуральних чисел — ні.
Якщо множина S не є замкненою відносно деякої операції, то шукають найменшу замкнену відносно цієї операції множину, що містить S. Таку множину називають замиканням S відносно цієї операції.
Множина S повинна бути підмножиною деякої замкненої множини, щоб можна було знайти замикання.
Наприклад: замиканням відносно віднімання для натуральних чисел, що є підмножиною дійсних чисел, будуть цілі числа.

## Замикання відносно відношення
Також існує поняття замикання множини відносно деякого відношення:
- Транзитивне замикання
- Рефлексивне замикання
- Симетричне замикання

## Оператор замикання
Якщо задано операцію на множині S, то можна визначити замикання для будь-якої підмножини X.
Наприклад, замиканням підмножини групи є підгрупа, що породжена цією підмножиною.
Можна визначити на множині всіх підмножин S оператор замикання (відносно цієї операції) cl: 2S → 2S, що матиме такі властивості:
- екстенсивність: X ⊆ cl(X),
- монотонність: X ⊆ Y → cl(X) ⊆ cl(Y),
- ідемпотентність: cl(cl(X)) = cl(X).

## Замикання відносно топології
В топологічному просторі замкнуту множину щодо заданої топології, визначають як доповнення простору, до деякої відкритої множини.
З визначення відкритої множини та принципу дуальності отримуємо:
- Відкрита множина є замкнутою відносно операцій: зліченного об'єднання та скінченного перетину
- Замкнута множина є замкнутою відносно операцій: скінченного об'єднання та зліченного перетину.

Замиканням множини відносно топології, називається перетин всіх замкнених множин що її містять, він є замкнутою множиною.